# Pere Joan (escultor)
Pere Joan (en ortografia antiga Pere Johan) fou un escultor català del segle xv. Nascut al voltant de 1400, era fill de Jordi de Déu, antic escultor grec de Sicília, esclau del també escultor Jaume Cascalls del segle xiv.

## Biografia
S'inicià molt jove i a l'edat de vint anys ja consten documentades les seves primeres obres en solitari: una clau de volta a la nau central de la catedral de Barcelona representant el Pare Etern a la glòria rodejat d'àngels (1418); la façana de llevant del Palau de la Generalitat de Catalunya que dona al carrer del Bisbe, on representa un alt relleu de Sant Jordi; algunes gàrgoles a la façana gòtica de la Casa de la Ciutat, un i altre també a Barcelona. El seu virtuosisme s'inscriu en els paràmetres del gòtic internacional. L'estiu de 1420 firma un contracte amb els jurats de Santa Coloma de Queralt per fer una imatge de la patrona de la Vila, amb el seu tabernacle. Probablement es trobava vivint a Santa Coloma el 1446.
Les seves obres més destacades són el Retaule major de la catedral de Tarragona (1426) i el bancal del Retaule major de la catedral de Saragossa (1434), tots dos treballs contractats per Dalmau de Mur quan aquest va ser nomenat successivament arquebisbe de Tarragona i de Saragossa (1431). Se li atribueix la factura d'una creu de terme de Tàrrega datada pels volts de 1431.
Va ser seleccionat per a realitzar un retaule per a l'església de Santa Maria de Verdú sufragat per Antoni i Caterina Arnau, si bé no consta la seva activitat llevat d'una Mare de Déu que es conserva a l'església i que va ser destruïda durant la guerra civil i reconstruïda amb molts afegits que només permeten una especulació sobre l'autoria.
A petició d'Alfons el Magnànim, viatjà a Nàpols per treballar en la decoració del Castel Nuovo, en el qual, juntament amb Guillem Sagrera, col·laborà en l'arc de triomf de l'entrada.

## Llegat
Pere Joan donà nom durant la segona meitat del segle xx a un cercle artístic tarragoní, format per Lluís Saumells, Jordi Secall, Lluís Arola i Pascual Fort, entre d'altres. El 1959 aquest grup artístic va dur a terme la seva primera exposició. El 21 d'abril de 1961 van organitzar l'exposició Tarragona vista pel Cercle Pere Joan.

## Galeria d'imatges
- Originari de Santa Maria de Poblet. Museu del Louvre
- Sant Jordi, Palau de la Generalitat de Catalunya, Barcelona
- Gàrgola, Palau de la Generalitat de Catalunya, Barcelona
- Clau de volta del Pare Etern, catedral de Barcelona
- Predel·la del retaule major de la catedral de Tarragona
- Àngel custodi de la desapareguda Puerta del Puente de Saragossa (Museo Provincial de Zaragoza)
- Bancal del retaule de la catedral de Saragossa
- El Castel Nuovo, amb l'arc de triomf d'Alfons el Magnànim, Nàpols